# Giovanna Franca Dalla Costa
Giovanna Franca Dalla Costa – włoska teoretyczka feministyczna, wykładowczyni socjologii oraz mikrokredytów i studiów nad rozwojem na wydziale psychologii Uniwersytetu Padewskiego.
Jej zainteresowania badawcze koncentrują się wokół takich zagadnień jak kobiety i rozwój, nieodpłatna praca kobiet i przemoc wobec kobiet. Prace Dalla Costy zostały przetłumaczone na język angielski i japoński.

## Książki
- Giovanna Franca Dalla Costa, Mariarosa Dalla Costa: Paying the Price: Women and the Politics of International Economic Strategy. New Jersey: Zed Books, 1995. ISBN 978-1856492980. (ang.). Brak numerów stron w książce
- Giovanna Franca Dalla Costa, Mariarosa Dalla Costa: Women, Development, and Labor of Reproduction: Struggles and Movements. New Jersey: Africa World Press, 1997. ISBN 978-0865436220. (ang.). Brak numerów stron w książce
- Giovanna Franca Dalla Costa: La riproduzione nel sottosviluppo: Lavoro delle donne, famiglia e stato nel Venezuela degli anni '70. Mediolan: Angeli, 1989. ISBN 978-8820437404. (wł.). Brak numerów stron w książce
- Giovanna Franca Dalla Costa, Frederick Zamperetti: Microcredito, Donne e sviluppo. Il caso dell'Eritrea. Padwa: Cleup, 2003. ISBN 88-7178-020-5. (wł.). Brak numerów stron w książce
- Giovanna Franca Dalla Costa, Sabrina Nardo, Marzia Menini: Le zone franche nella globalizzazione. Definizioni, tipologie, percorsi di sviluppo. Padwa: Cleup, 2006. ISBN 978-8861290327. (wł.). Brak numerów stron w książce
- Giovanna Franca Dalla Costa, Alessandra Trivellato: Microcredito e crisi. La trasposizione del modello Grameen Bank in Argentina. La rete delle repliche. Cleup, 2007. ISBN 978-8861290303. (wł.). Brak numerów stron w książce
- Giovanna Franca Dalla Costa, Angela Antonino: Il microcredito nelle emergenze. Il caso della Palestina. Cleup, 2007. ISBN 978-8861290679. (wł.). Brak numerów stron w książce
- Giovanna Franca Dalla Costa, Luana Aquario: Codici di condotta e responsabilità sociale nei settori profit e non profit. Padwa: Cleup, 2007. ISBN 978-8861290877. (wł.). Brak numerów stron w książce
- Giovanna Franca Dalla Costa: The Work of Love: Unpaid Housework, Poverty & Sexual Violence at the Dawn of the 21st Century. Brooklyn: Autonomedia, 2008. ISBN 978-1570271328. (ang.). Brak numerów stron w książce